# Frotex

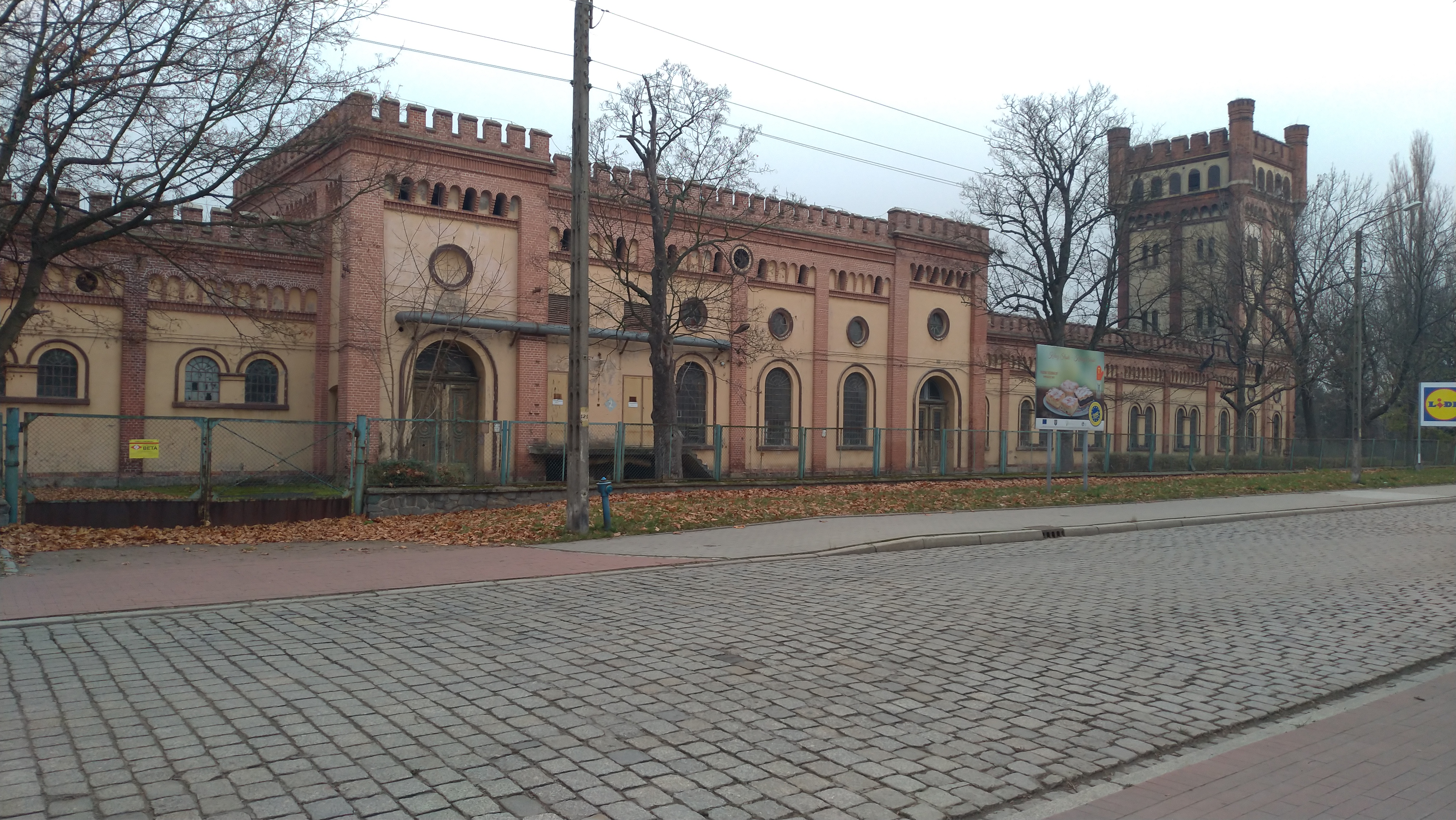

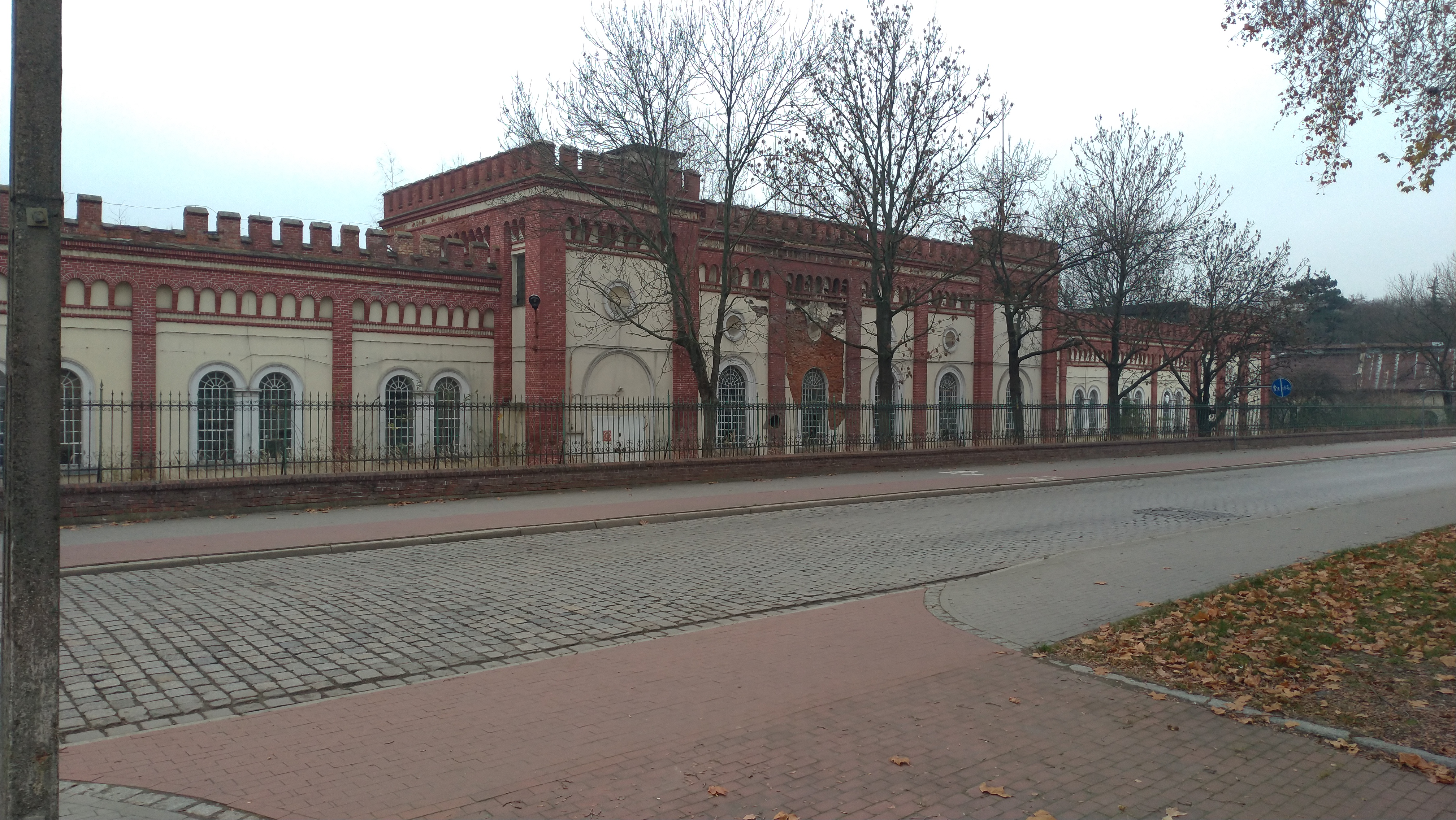

Zakłady Przemysłu Bawełnianego „Frotex” S.A. byl polský výrobce textilních výrobků. Jeho ústředí bylo v Prudníku.

## Historie
Samuel Fränkel přijel do Prudníka v roce 1827. V roce 1845 založil na břehu řeky Prudník textilní továrnu. Společnost se rychle stala největším výrobcem textilu v Evropě.
Po druhé světové válce se Prudník ocitl na hranicích Polské lidové republiky. Továrna byla uzavřena 5. července 2014.

## Zaměstnanost
- 1863 – 1900[5]
- 1890 – 1029[6]
- 1906 – 3700
- 1910 – 4000[7]
- 1913 – 4000[8]
- 1920 – 4000[6]
- 1938 – 2000
- 1939 – 1500[6]
- 1944 – 1900[9]
- 1945 – 1861
- 1958 – 2 500[10]
- 1962 – 3850
- 1965 – 4000
- 1990 – 1500[11]
- 2002 – 800
- 2004 – 700[12]
- 2005 – 650[13]
- 2007 – 580
- 2008 – 550
- 2009 – 285[14]
- 2010 – 200
- 2011 – 165[15]

## Majitelé továrny

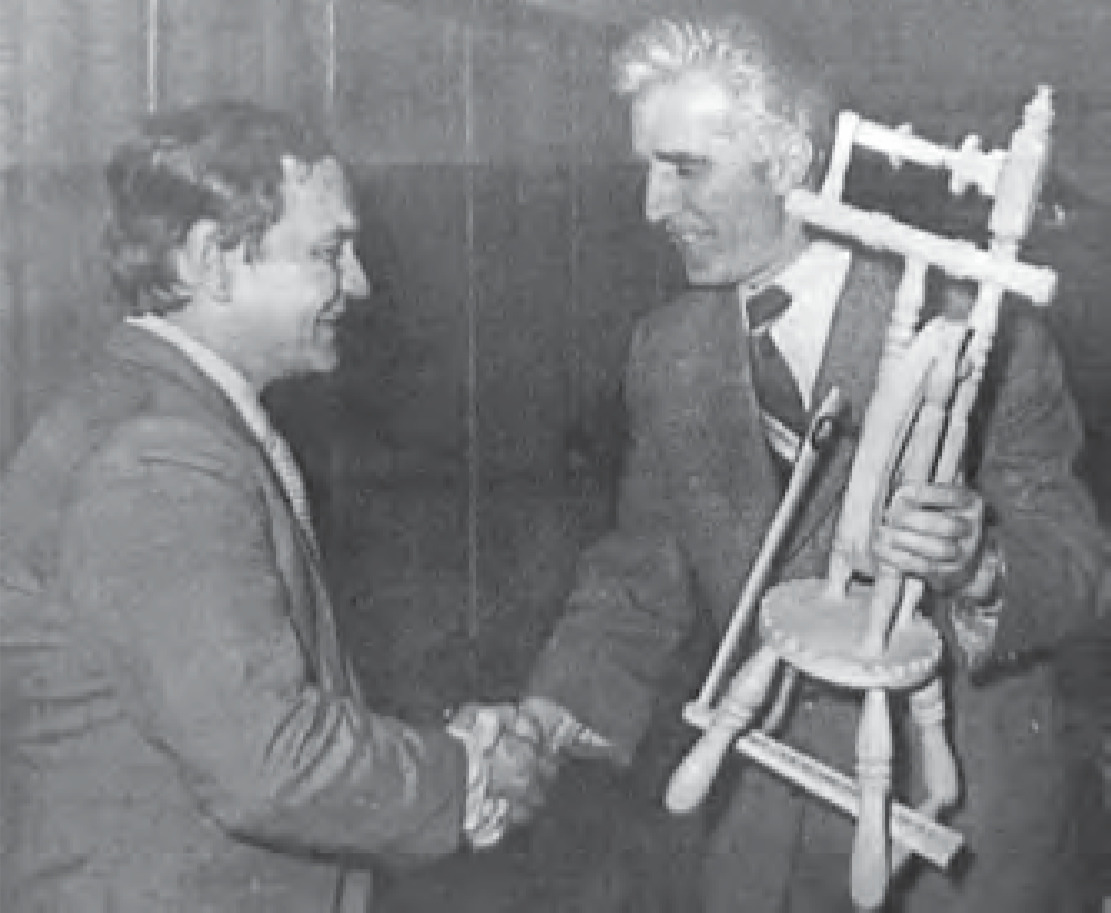
Bolesław Pohl a Włodzimierz Pucek

- Samuel Fränkel (1845–1881)[16]
- Josef Pinkus (1881–1909)[17]
- Max Pinkus (1909–1925)[18]
- Hans Pinkus (1925–1938)[19]
- Bolesław Pohl (?–1990)[20]
- Josel Czerniak (1990–2001)[11]
- Bogdan Stanach (2001–2002)[21]
- Stanisław Wedler (2002–2006)[22]
- Jarosław Staniec (2006–2007)[23]
- Piotr Połulich (2007–2009)[24]
- Andrzej Dudziński (2009–2010)[25]

## Vybraní zaměstnanci
- Samuel Fränkel (1801–1881)
- Hermann Fränkel (1844–1901; diplomat)[26]
- Tadeusz Gentelman[27]
- Stefania Gruszecka (* 1918; politička)[28]
- Maria Jarzycka[27]
- Joachim Mazur (1939–2018; politik)[29][30]
- Stanisław Pelczar (1915–1977; voják)[31]
- Max Pinkus (1857–1934; knihomil)[32]
- Włodzimierz Pucek (1946–2000; demokratický aktivista, politik)[33]
- Radosław Roszkowski (* 1971; politik)[34]
- Joanna Szwed[27]
- Józef Świerkosz (* 1944; demokratický aktivista)[27][35]
- Władysław Wicher[27]
- Bożena Rogowska[27]

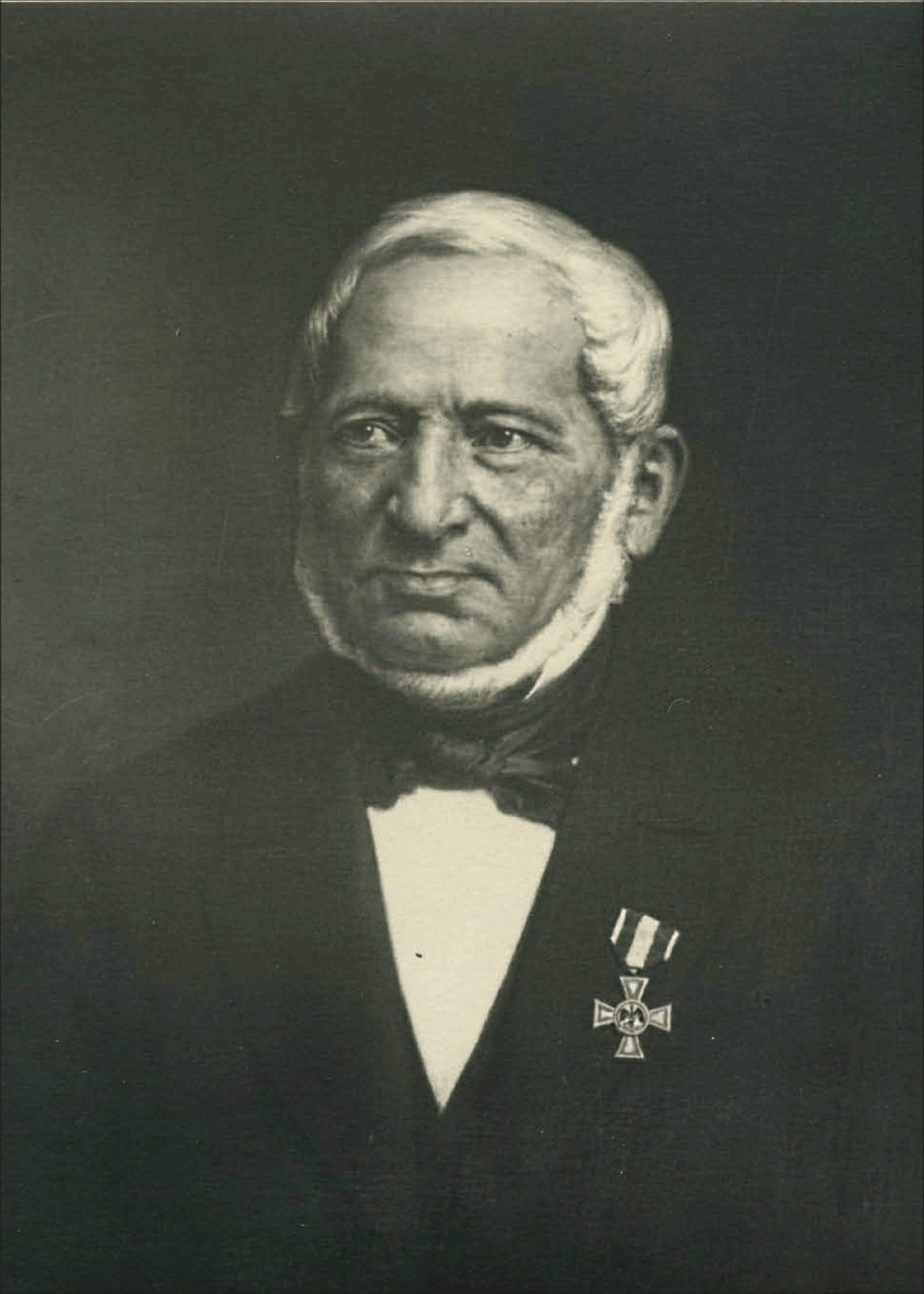
Samuel Fränkel
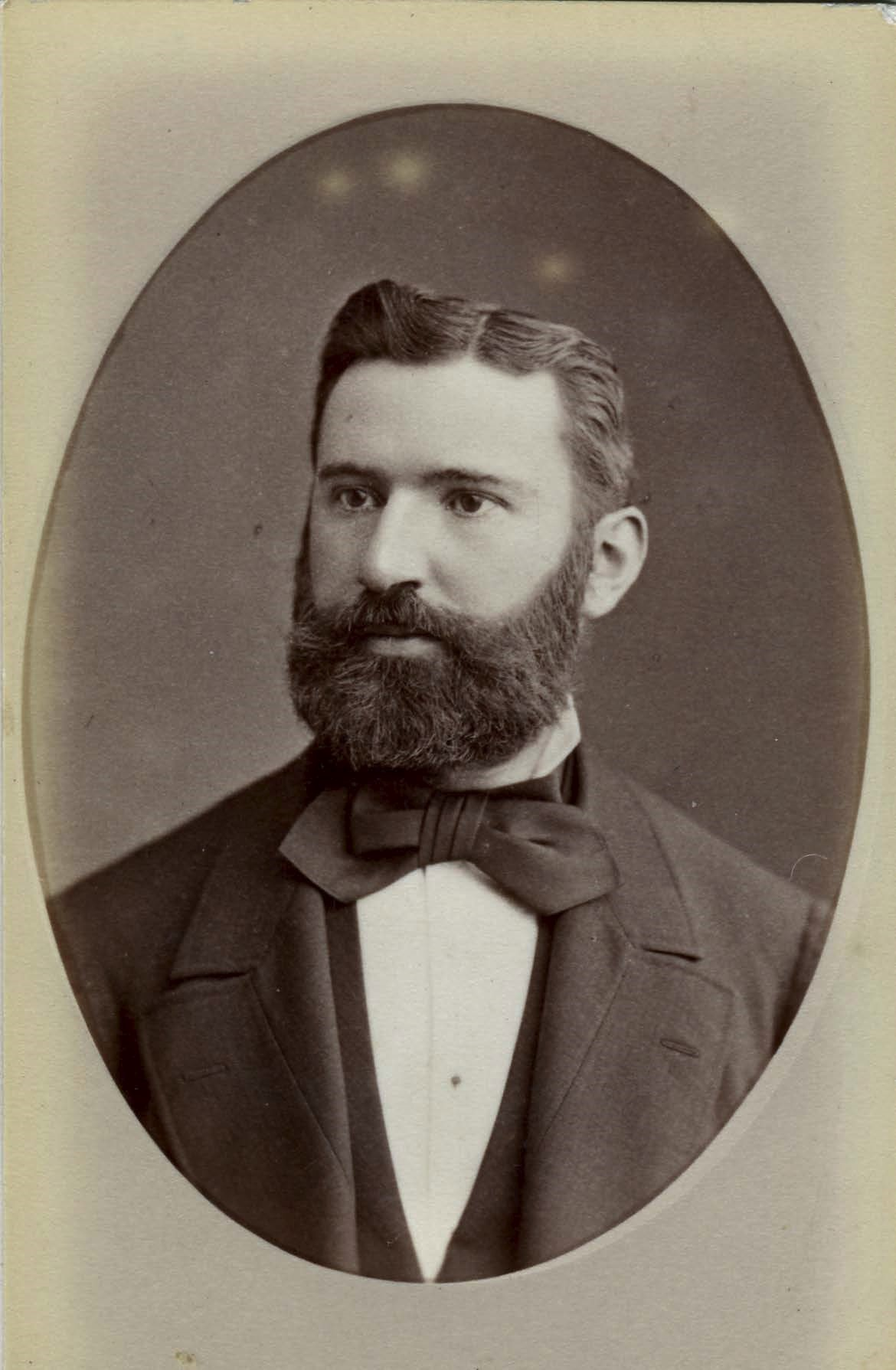
Hermann Fränkel
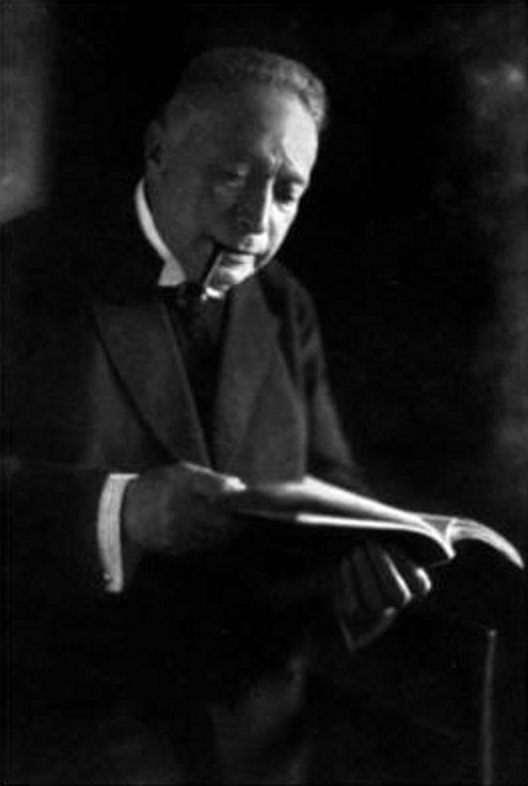
Max Pinkus
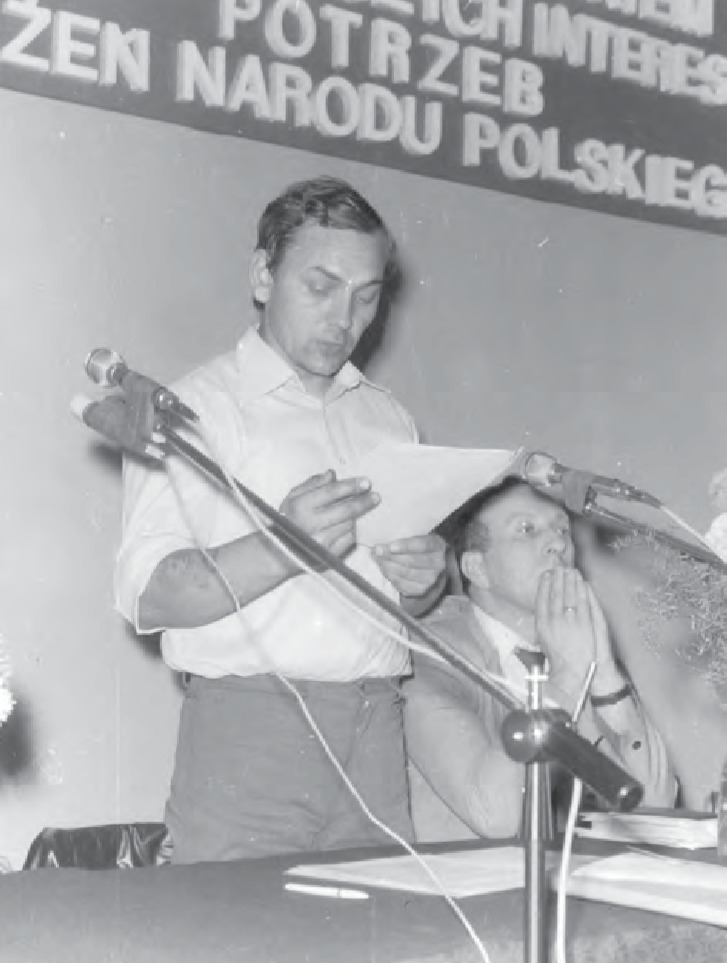
Włodzimierz Pucek
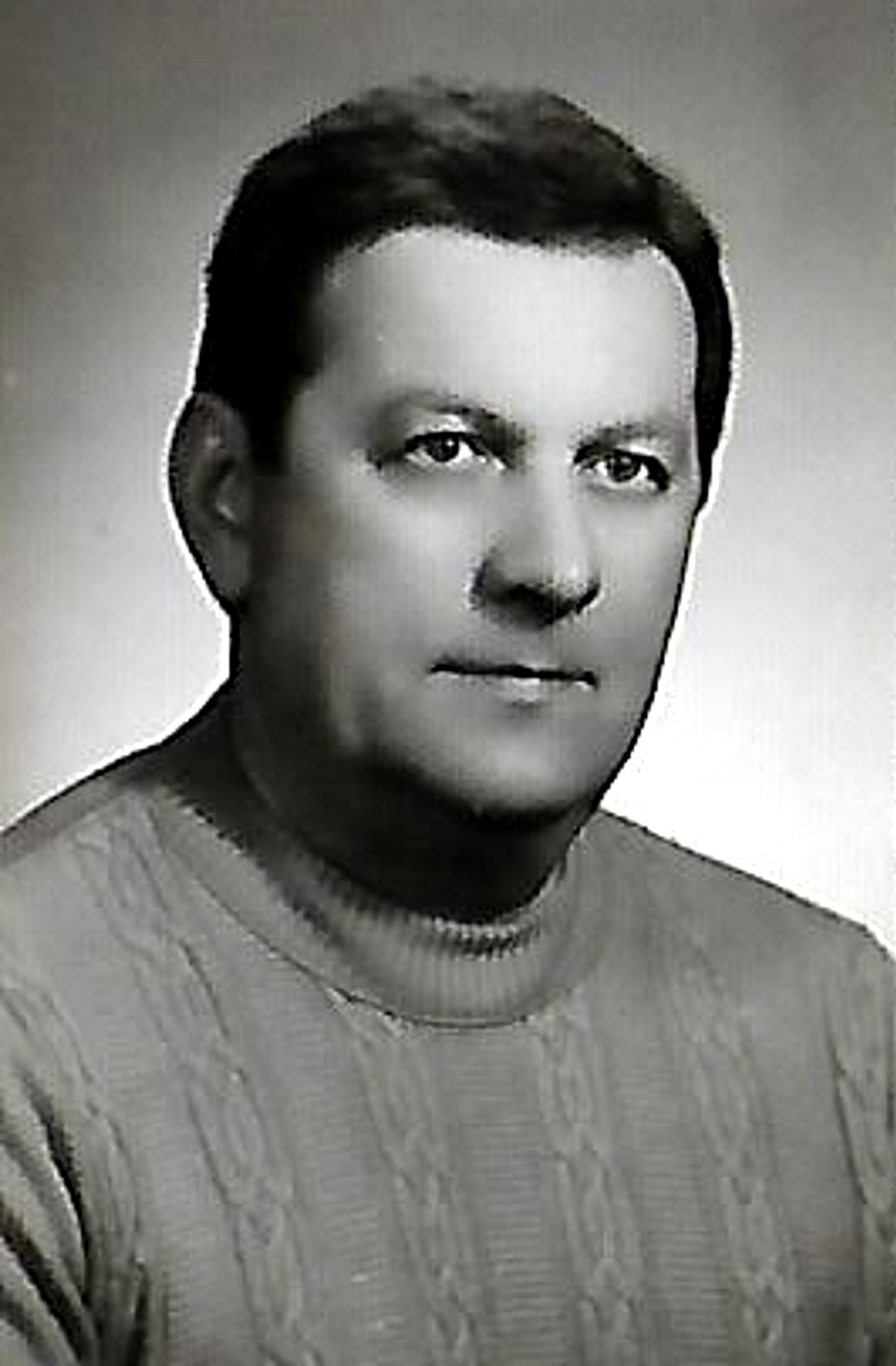
Józef Świerkosz